# Neuraminidase (Influenzavirus A)
Die Neuraminidase des Influenzavirus A ist eine Neuraminidase und ein Oberflächenprotein in der Virushülle von Influenzaviren.

## Eigenschaften
Die Neuraminidase ist ein Membranprotein (Typ 2 mit einfachem Durchgang). Als tetramere Neuraminidase ist sie eine Sialidase und spaltet N-Acetylneuraminsäure von Glykosylierungen, die in der Glykokalyx der Zellen des Wirts vorkommen, nicht jedoch als Monomer. Durch die enzymatische Entfernung des Rezeptors für die Influenzaviren werden neugebildete Influenzaviren von der Zellmembran der infizierten Zelle freigesetzt, gleichzeitig verhindert die Entfernung der N-Acetylneuraminsäure eine Hämagglutinin-vermittelte Bindung von Influenzaviren an bereits infizierte Zellen, da diese unter anderem die Neuraminidase auf ihrer Zelloberfläche tragen. Dadurch erfolgt eine verbesserte Freisetzung der durch die Replikation neu entstandenen Viren (Tochtervirionen aus den infizierten Zellen) und damit eine verstärkte Ausbreitung der Infektion sowohl innerhalb desselben Organismus als auch auf andere Organismen. Daneben verhindert die Neuraminidase durch Bindung an CD66c, dass in einer infizierten Zelle ein Zelltodprogramm gestartet werden kann. Möglicherweise ist die Neuraminidase an der Knospung der neugebildeten Influenzaviren von der Zellmembran durch Bindung an Lipid Rafts beteiligt. Die Neuraminidase ist ein Virulenzfaktor und bestimmt zum Teil den Tropismus des jeweiligen Influenzavirus-Stammes. Serologisch können die Neuraminidasen von Influenzaviren in neun verschiedene Serotypen eingeteilt werden (N1 bis N9). Gegen die Neuraminidase (und vor allem gegen das Hämagglutinin) werden oftmals im Zuge einer Infektion oder nach einer Impfung neutralisierende Antikörper gebildet, die eine erneute Infektion mit Influenzaviren des gleichen NA- oder HA-Serotyps verhindern und somit eine Immunität vermitteln.
Die Neuraminidase spaltet glykosidische Bindungen der Typen α(2→3), α(2→6) und α(2→8). Oseltamivir, Zanamivir und Peramivir hemmen bei nicht-resistenten Influenza-A- und Influenza-B-Stämmen die Neuraminidase.